# Oxythrips ajugae
Oxythrips ajugae är en insektsart som beskrevs av Jindřich Uzel 1895. Oxythrips ajugae ingår i släktet Oxythrips och familjen smaltripsar. Arten är reproducerande i Sverige. Inga underarter finns listade i Catalogue of Life.